# Den republiky (Turecko)

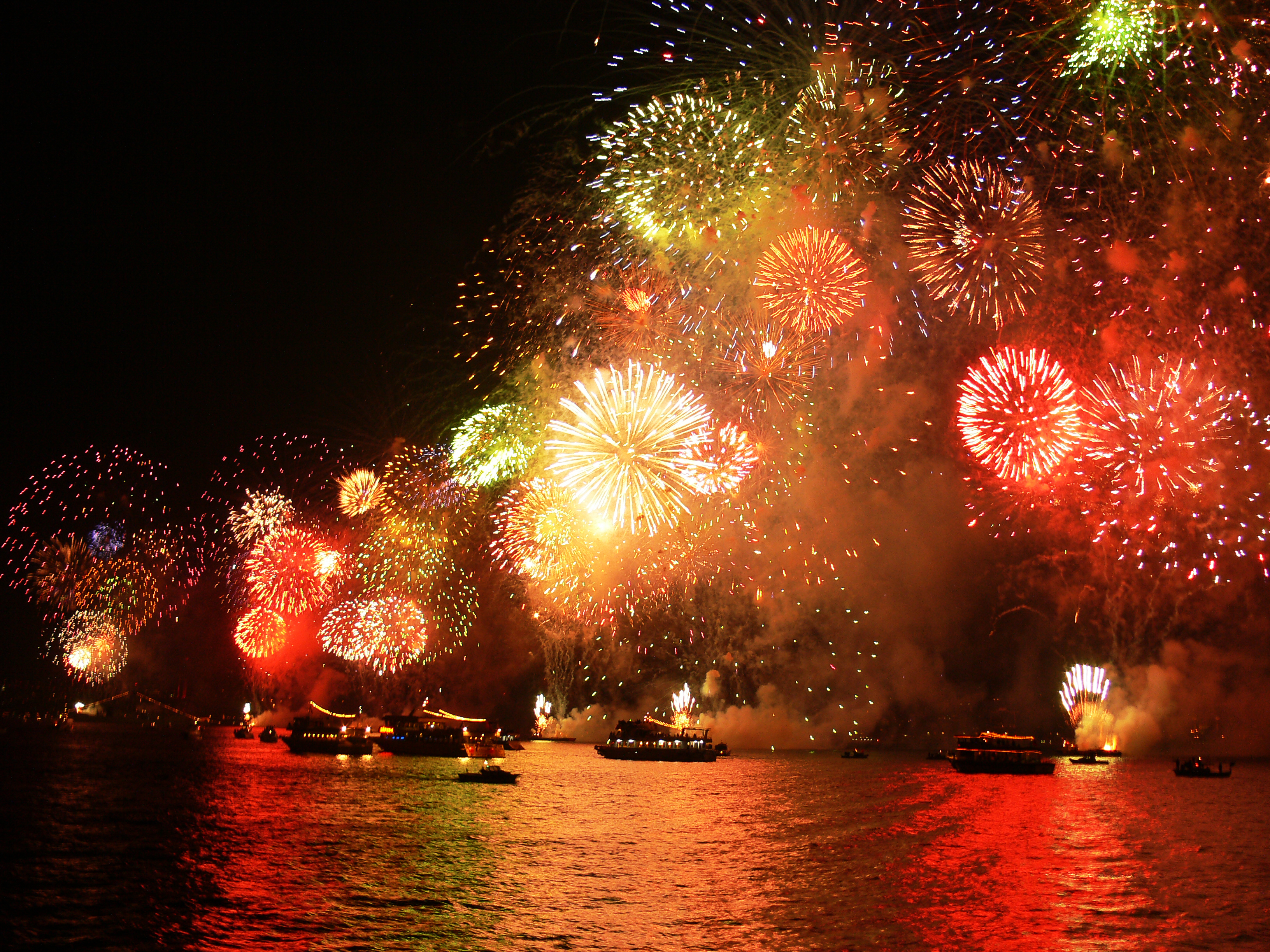
Ohňostroje na oslavě Dne republiky v roce 2007 (Bospor, Istanbul)

Den republiky (turecky: Cumhuriyet Bayramı) je státní svátek v Turecku, během kterého je připomínáno založení Turecké republiky ze dne 29. října 1923. Trvá 35 hodin, začíná vždy v 1 hodinu ráno 28. října

## Vznik
Svátek připomíná události ze dne 29. října 1923, kdy Mustafa Kemal Atatürk prohlásil Turecko za republiku. Turecko bylo de facto republikou již od 23. dubna 1920, dne, kdy proběhlo národní povstání Turků, ale oficiální prohlášení proběhlo až o tři a půl roku později. Toho dne bylo prohlášeno Turecko za nezávislé a oficiálně získalo svůj název (turecky: Türkiye Cumhuriyeti) . Poté proběhly první volby a Atatürk byl zvolen prvním prezidentem Turecka.

## Oslavy

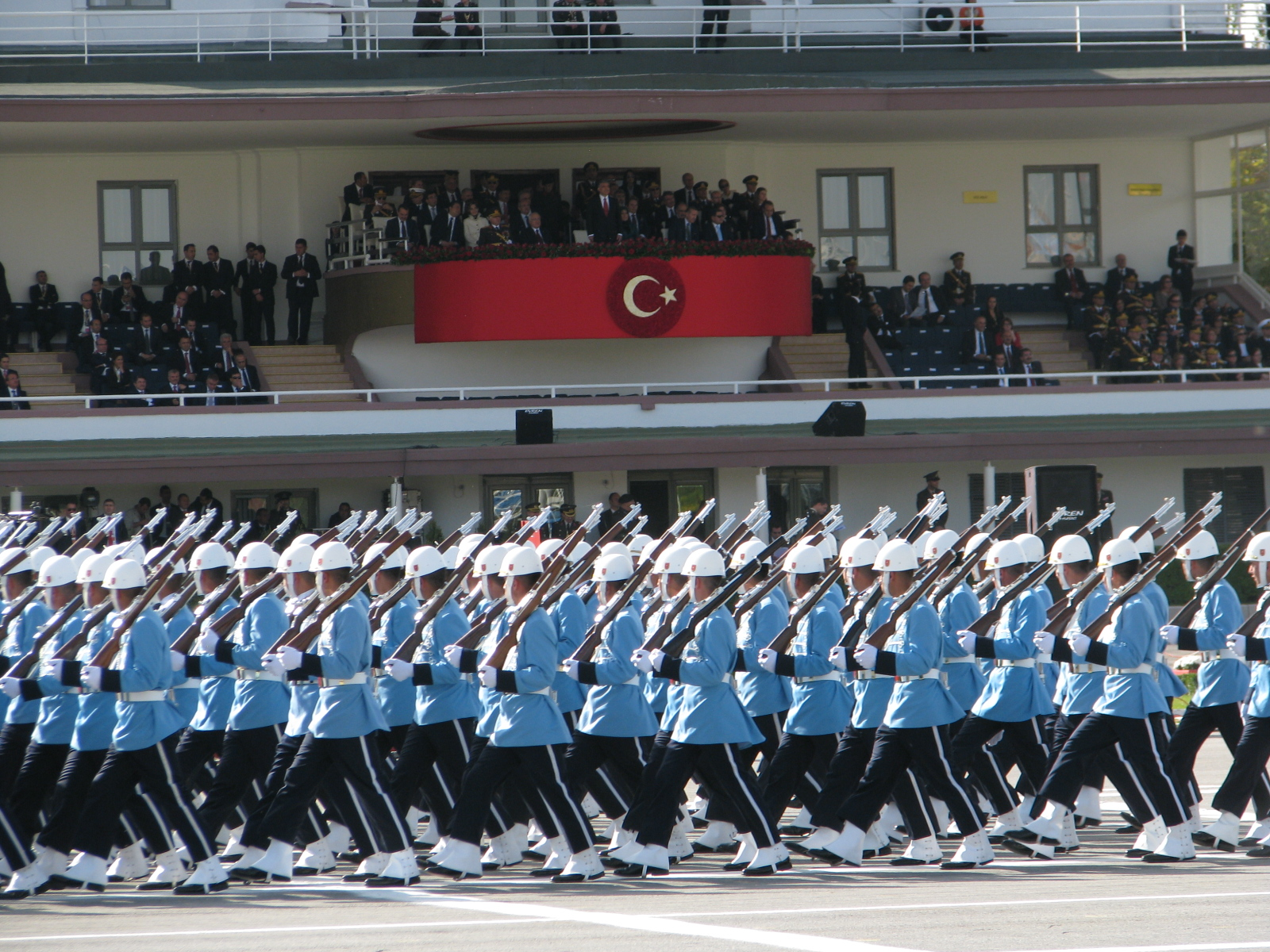
Vojenská přehlídka při oslavách v roce 2012 (Ankara)

Den republiky je státní svátek označován jako patriotický. Stejně jako ostatní podzimní události se oslavy konají venku. Podle zákona č. 2429 z roku 1981 je Den republiky státním svátkem a všechny veřejné instituce musí mít ten den zavřeno. Slaví se také na severu ostrova Kypr.
Dekorace (např. transparenty, balónky a oblečení) je vždy sjednoceno do červené a bílé barvy podle turecké vlajky. Anıtkabir je navštíven vždy více než sto tisíci lidmi. Přehlídky začínají většinou hned ráno, zatímco koncerty a ohňostroje jsou na programu až večer a konají se na prostorných místech, např. v parcích, výstavištích nebo náměstích. Ohňostroje poté bývají doplněny národnostní hudbou. V Istanbulu se konají největší ohňostroje z celé země. Vždy se odehrávají nad břehy Bosporu. Další důležitá představení se konají v Ankaře v Ulus a také v Izmiru.